# Domenico Cristiano
Domenico Cristiano (Ravenna, 29 marzo 1976) è un allenatore di calcio ed ex calciatore italiano, di ruolo centrocampista.

## Carriera
Esordisce in Serie A con la Lazio a 18 anni. Due anni dopo si trasferisce al Venezia, e la stagione successiva passa al Castel di Sangro dove mette a segno le sue prime reti da professionista.
Dopo due stagioni si trasferisce al Monza e successivamente alla Salernitana dove farà ritorno la stagione successiva dopo essere stato girato in prestito alla Fermana.
Si trasferisce in seguito al Napoli e poi all'Ascoli, del quale diventerà capitano della squadra che verrà promossa a tavolino in Serie A. In questa stagione vede il campo in poche occasioni e l'Ascoli non gli rinnova il contratto.
Passa a parametro zero al Rimini nella stagione 2006-2007.
Nell'estate del 2008 viene ingaggiato dalla Pro Patria, dove colleziona 53 presenze e un gol in tre stagioni.
Nell'estate del 2011 passa alla Viterbese. Dal 2012 è un giocatore della Fermana. Nel 2013 passa all'Offida, squadra di prima categoria, dove ricopre anche il ruolo di vice-allenatore e tecnico della squadra Juniores. Nel 2015 si trasferisce al Borgo Solestà.
Il 6 giugno 2019 torna nelle vesti di allenatore al Castel di Sangro.

## Palmarès

### Giovanili
- Campionato Primavera: 1

Lazio: 1994-1995